# Forma Liouville’a
Niech (X, ω) będzie rozmaitością symplektyczną. 1-formę β spełniającą:
{\displaystyle -d\beta =\omega }
nazywamy formą Liouville’a na X.
Dla każdej pary ω i β istnieje jedno pole wektorowe η na X, takie że:
{\displaystyle i_{\eta }\omega =\beta ,}
gdzie {\displaystyle i_{\eta }\omega } oznacza zwężenie ω przez η.